# Арханђел Јофил
Архангел Јофил (хебр. יופיאל - ”Лепота Божја”) - један од светих архангела божијих. Његово име се не налази у Светом писму, а познато је из јеврејске традиције.
У хришћанској традицији Јофиил се помиње као анђео који је извео Адама и Еву из раја и био задужен чува дрво познања добра и зла.